# Robert Benson (Eishockeyspieler)
Robert John „Bobby“ Benson (* 18. Mai 1894 in Davidson, Saskatchewan; † 7. September 1965 in Winnipeg) war ein kanadischer Eishockeyspieler. Er spielte auf der Position des linken Verteidigers.
Bei den Olympischen Sommerspielen 1920 in Antwerpen gewann er mit der kanadischen Nationalmannschaft, die sich aus Spielern der Winnipeg Falcons zusammensetzte, die Goldmedaille im olympischen Eishockeyturnier. Im selben Jahr gewann er zudem mit den Falcons den Allan Cup. In der NHL spielte er in der Saison 1924/25 für die Boston Bruins.

## Erfolge und Auszeichnungen
- 1920 Goldmedaille bei den Olympischen Sommerspielen
- 1920 Allan-Cup-Gewinner mit den Winnipeg Falcons